# Kernkraftwerk H. B. Robinson
Das Kernkraftwerk H. B. Robinson (englisch H. B. Robinson Nuclear Generating Station) mit einem Druckwasserreaktor liegt nahe Hartsville im Darlington County im US-Bundesstaat South Carolina.

## Geschichte
Das Kernkraftwerk H. B. Robinson 2 hat einen Druckwasserreaktor von Westinghouse, der Eigentümer ist heute Duke Energy. Baubeginn der Anlage war am 13. April 1967, Inbetriebnahme der 26. September 1970. Der erste Block des Kraftwerkskomplexes war ein Kohlekraftwerk, das aber mittlerweile stillgelegt wurde, der Kernreaktor wurde später zur Leistungssteigerung des Kraftwerkes gebaut, er benutzt zur Kühlwasserentnahme einen eigens dazu angelegten See, den Lake Robinson.

## Störfälle
Am 28. März 2010 brach im Block 2 während des Volllastbetriebes auf Grund eines Kabeldefekts, der zu einem Lichtbogen führte, ein Brand aus. Ein durch den Brand ausgelöster Spannungseinbruch führte zum Ausfall einer Hauptkühlmittelpumpe, was zur Schnellabschaltung des Reaktors führte. Im Anschluss an den Brand kam es, verstärkt von Dampfentnahme über die Heizdampfleitungen des Zwischenüberhitzers, zu einer Auskühlung des Primärkreises, was eine Sicherheitseinspeisung zur Folge hatte. Ursache dafür, dass es nach dem Kabeldefekt zu diesen Folgen kam, war das Nichtöffnen eines Kuppelschalters zwischen zwei Stromschienen. Im weiteren Ereignisverlauf kam es zu einer verminderten Kühlwasserzufuhr für die Dichtungen der Hauptkühlmittelpumpen sowie zu einer weiteren Abkühlung des Primärkreises.
Nach dem ersten Brand kam es bei der erneuten Einspeisung wegen Erdschluss zu einem hochenergetischen Lichtbogen, der zu einem zweiten Brand führte.
Ursprünglich wurde das Ereignis von der Atombehörde der Vereinigten Staaten (NRC) als INES 1 eingestuft, nach einer weiteren Untersuchung durch die NRC wurde die Einstufung auf INES 2 angehoben. Dies wurde insbesondere mit zusätzlichen fehlerhaften Komponenten und Unzulänglichkeiten bei der Beherrschung der Störung durch das Schichtpersonal begründet.

## Daten des Reaktorblocks
Das Kernkraftwerk H. B. Robinson hat einen Block:
| Reaktorblock     | Reaktortyp         | Netto- leistung | Brutto- leistung | Baubeginn  | Netzsyn- chronisation | Kommer- zieller Betrieb | Abschal- tung  |
| ---------------- | ------------------ | --------------- | ---------------- | ---------- | --------------------- | ----------------------- | -------------- |
| H. B. Robinson-2 | Druckwasserreaktor | 710 MW          | 745 MW           | 13.04.1967 | 26.09.1970            | 07.03.1971              | 2030 (geplant) |